# Коровченка
Коровченка — хутор в Стародубском муниципальном округе Брянской области.

## География
Находится в южной части Брянской области на расстоянии менее 1 км по прямой на запад от районного центра города Стародуб.

## История
Упоминался с середины XVIII века, входил в 1-ю полковую сотню Стародубского полка. В середине XX века работал колхоз «Ударная». В 1892 году здесь (хутор Стародубского уезда Черниговской губернии) было учтено 4 двора. До 2019 года входил в состав Мохоновского сельского поселения, с 2019 по 2021 в состав Запольскохалеевичского сельского поселения Стародубского района до их упразднения.

## Население
Численность населения: 13 человек (1892 год), 62 человека в 2002 году (русские 100 %), 70 в 2010.